# Tyskland i olympiska sommarspelen 1900
Tyskland deltog med 76 deltagare vid de olympiska sommarspelen 1900 i Paris. Totalt vann de åtta medaljer och slutade på sjunde plats i medaljligan.

## Medaljer

### Guld
- Gustav Goßler, Oskar Goßler, Walter Katzenstein, Waldemar Tietgens och Carl Goßler - Rodd, fyra med styrman
- Georg Naue, Heinrich Peters, Ottokar Weise och Martin Wiesner - Segling, 1 - 2 ton bana 2
- Ernst Hoppenberg - Simning, 200 ryggsim
- Ernst Hoppenberg, Max Hainle, Julius Frey, Max Schöne och Herbert von Petersdorff - Simning, 200 lagsim

### Silver
- Albert Amrhein, Hugo Betting, Jacob Herrmann, Willy Hofmeister, Hermann Kreuzer, Arnold Landvoigt, Hans Latscha, Erich Ludwig, Richard Ludwig, Fritz Müller, Eduard Poppe, Heinrich Reitz, August Schmierer, Adolf Stockhausen och Georg Wenderoth - Rugby union
- Georg Naue, Heinrich Peters, Ottokar Weise och Martin Wiesner - Segling, öppen klass

### Brons
- Ernst Felle, Otto Fickeisen, Carl Lehle, Hermann Wilker och Franz Kröwerath - Rodd, fyra med styrman
- Wilhelm Carstens, Julius Körner, Adolf Möller, Hugo Rüster, Gustav Moths och Max Ammermann - Rodd, fyra med styrman